# 川上六馬
川上 六馬（かわかみ むつま、1902年（明治35年）2月13日- 1986年（昭和61年）7月28日）は、日本の医学者であり、満州国ハンセン病療養所・同康院の初代院長を務めた後、厚生省医務局長を務めた。国立がん研究センターの設立に深く関わり、顧問となっている。岡山県高梁市出身。位階は正五位。

## 経歴

### 生い立ち
1902年（明治35年）岡山県川上郡成羽町吹屋（現：高梁市）の川上佐源太の三男として出生する。地元の旧制岡山県立高梁中学（現：岡山県立高梁高等学校）へ進学し、同期には、京都大学医学部名誉教授になる三宅儀、言語学者の鳴瀬恒太郎がいた。1920年（大正10年）同校を卒業し、慶應義塾大学予科へ進学する。その後、慶應義塾大学医学部へ入学し、小林六造教授に従う。1926年（大正15年）同大学医学部を卒業する。
慶大卒業後、直ぐに同学部の細菌学教室助手として、同年9月まで勤務する。同年10月に京都帝国大学医学部専修科へ進学し、衛生学教室の戸田正三教授の下で経験を積む。

### 医学者として
京大医学部に進学した川上だが、医学博士号を取得することなく、1927年（昭和2年）8月に中退し、同年9月に地元の岡山県倉敷市にある大原記念労働科学研究所へ就職する。ここでは、大原財閥傘下の倉敷紡績の工場で働く工員の衛生環境や娯楽などの研究を行っている。1928年（昭和3年）6月で研究所を退職し、直ぐに産業衛生主任として鐘淵紡績へ転職する。カネボウ神戸支店へ派遣され、同社の兵庫県内の紡績工場などで医局員として働き、工員の腸間内寄生虫保有率の検査を行う等、活動をしていた。これらの活動が認められ、1932年（昭和7年）9月には、慶應義塾大学から医学博士の称号を授与される。

#### 満州国官僚としての活動
1934年（昭和9年）6月、32歳のときに川上は満州へ渡り、満州鉄道本社の衛生課へ転職する。そこで、4年程度勤務した後、1938年（昭和13年）満州国・民生部保健司防疫課長として官庁へ入る。その後、民生部技術佐官を経て、1939年（昭和14年）11月に、満州国・国立ハンセン病療養所同康院が開設される。この施設の初代院長に川上が就任する。同康院の周囲には家がなく、まさに、ハンセン病患者の隔離のための土地であった。
1940年（昭和15年）1月には、岡山県にある同じハンセン病隔離施設の長島愛生園医官の難波政士が2代目院長に就任するに伴い、早くも川上が退任する。その後、満州国・民生部保健司医務局長に転出した川上六馬は、同康院開設の意義について、次のように述べている。
満州国官僚である川上は、同康院を王道国家という「満州国」の理想と結び付けて評価しており、当時の帝国主義的な価値観を反映している。

#### 厚労省の職員としての活動
第二次世界大戦で日本が敗戦すると、川上は満州に留まり、邦人救出のため、中国共産党軍と折衝をおこなった。当時、中国共産党は、医師が不足しており、新京市にいた日本人医師・看護師は、共産党の手助けをする代わりに、高い給料と身の安全が川上の交渉により保障された。
川上は1946年に帰国し、1947年（昭和22年）厚生省医務局嘱託となり、埼玉県の衛生部長として派遣着任する。川上が埼玉で優先させたのは、保健所拡充と結核予防であった。1951年（昭和26年）までに保健所を16カ所新設、増設は6カ所を行う基本方針を打ち出し、埼玉県は県全体で結核予防に取り組んだ結果、結核死亡者も1947年の全国第2位から第8位に減少した。
その後、1949年（昭和24年）7月、福岡県の初代衛生部長や保健環境研究所長を経て、1955年（昭和30年）兵庫県の衛生部長に就任する。この間、兵庫県で開催された日本体力医学会の大会長を務めている。1959年（昭和34年）には、57歳で遂に厚労省医務局長へ就任する。この後、川上の出身校である慶應義塾大学の衛生学公衆衛生学教室からは、医学系の厚生労働技官として局長まで務める人材を多く輩出した。

#### 国立がんセンターの設立に向けて
1960年（昭和35年）には、国立がんセンター設立準備委員会が発足し、医務局長の川上六馬をはじめとして、厚労省・公衆衛生局長の尾村偉久、学識経験者として、田宮猛雄、久留勝、武見太郎（元厚労大臣・武見敬三の父）等と共に、厚労省の重要政策の推進するために、国立がんセンターが設立された。1962年（昭和37年）7月、川上が60歳のとき医務局長を辞任し、その後、国立がん研究センターの顧問に就任する。
この他、民間の日本リハビリテイション振興会理事長となる。その後、勲二等瑞宝章を国から授与される。1986年（昭和61年）7月28日午後3時56分、糖尿病性腎症のため済生会若草病院で死去。葬儀は翌日の7月29日、岡山県川上郡成羽町吹屋の自宅で行われた。享年84歳。死没日付をもって正五位に叙された。